# Лангемарк-Пулкапеле
Лангемарк-Пулкапеле (на нидерландски: Langemark-Poelkapelle) е селище в Северозападна Белгия, окръг Ипер на провинция Западна Фландрия. Населението му е около 7800 души (2006).